# Välkomstsvala
Välkomstsvala (Hirundo neoxena) är en fågel i familjen svalor inom ordningen tättingar.

## Utseende
Välkomstsvalan är en liten svala med lång och kluven stjärt. Ovansidan är mörk, undersidan ljus, med rostfärgat bröst och ansikte. Ladusvalan har mörkt bröstband och är mycket ljusare under, inklusive undersidan av vingen.

## Utbredning och systematik
Välkomstsvalan förekommer i Australien och på öar i Melanesien och delas in i två underarter:
- Hirundo neoxena carteri – häckar i sydvästra Western Australia (från North West Cape till ungefär Eyresjön); flyttar vintertid norrut
- Hirundo neoxena neoxena – häckar i sydöstra och östra Australien, inklusive Tasmanien, samt Lord Howeön; har relativt nyligen koloniserat Nya Zeeland, Norfolkön och Chathamöarna

## Levnadssätt
Välkomstsvalan är en vanlig fågel i öppna landskap. Den ses födosöka i luften efter insekter ovan parker, sportfält, våtmarker och andra öppna områden. Fågeln ses ofta sitta på stolpar och ledningar i stora antal.

## Status och hot
Arten har ett stort utbredningsområde och tros öka i antal. Internationella naturvårdsunionen IUCN listar den därför som livskraftig (LC).

## Bilder

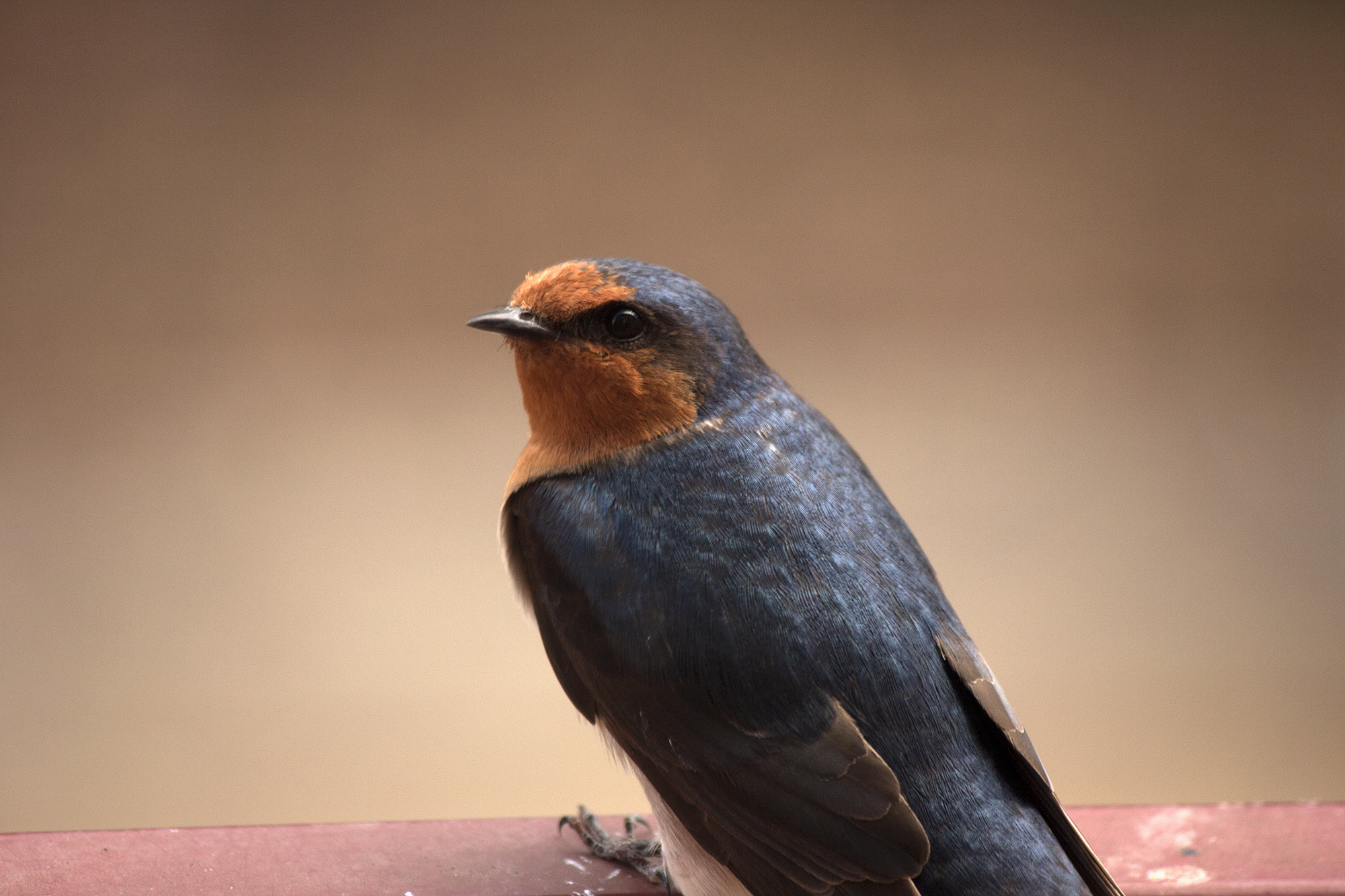
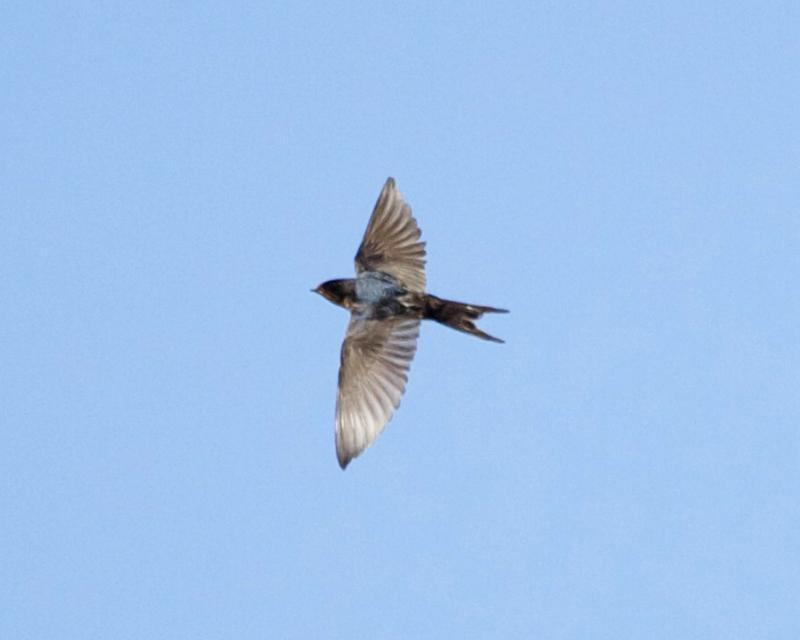
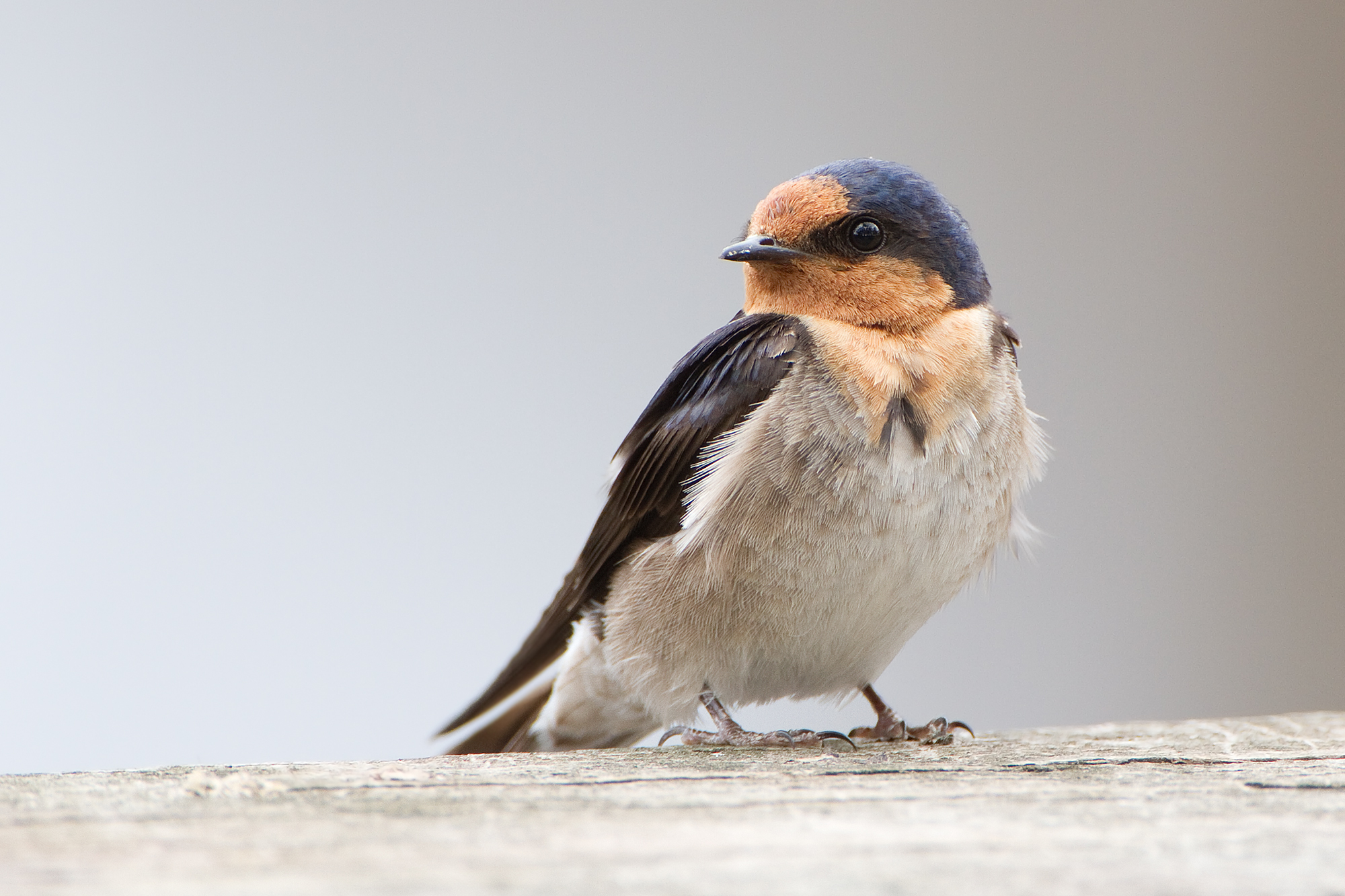
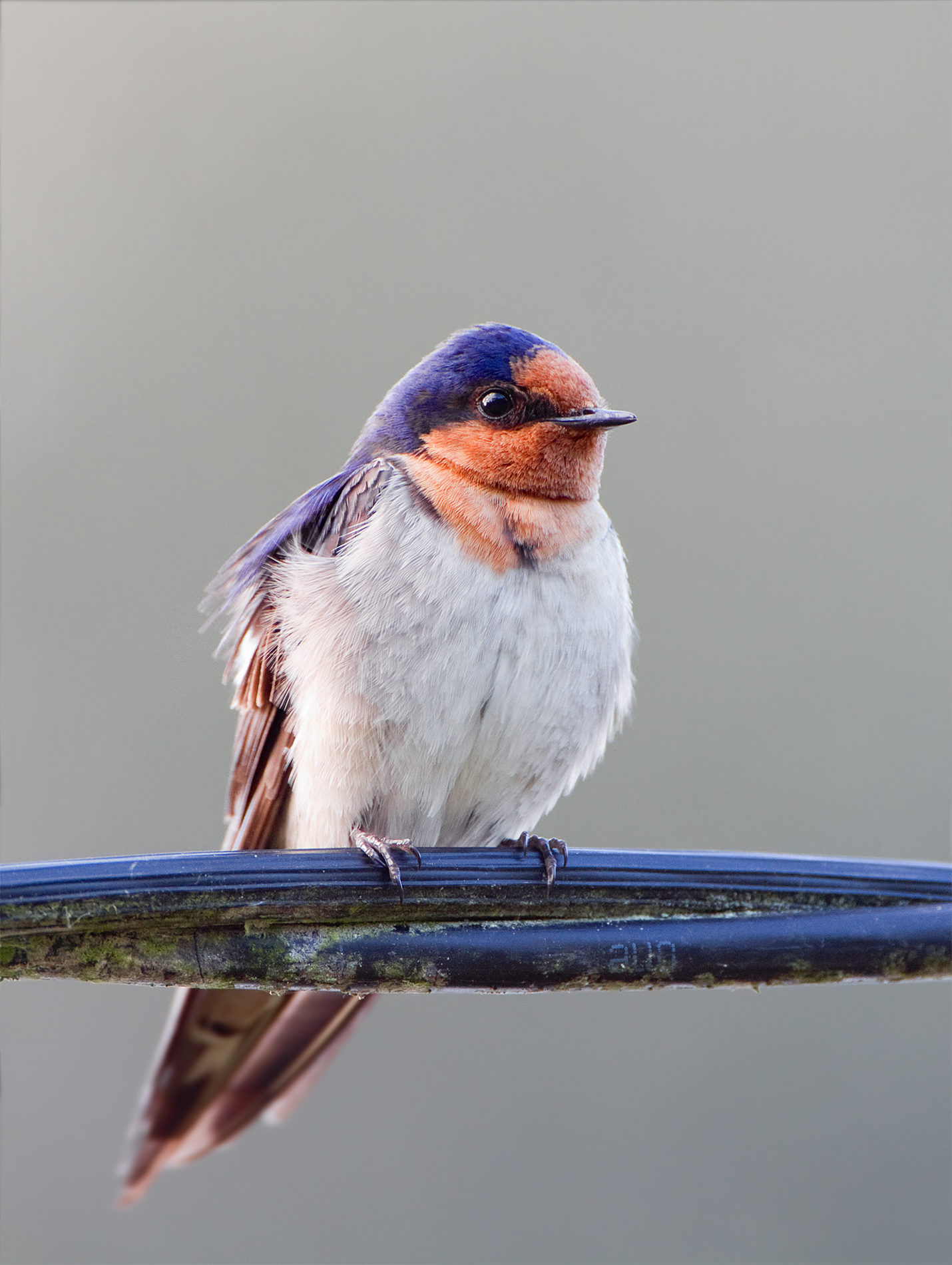
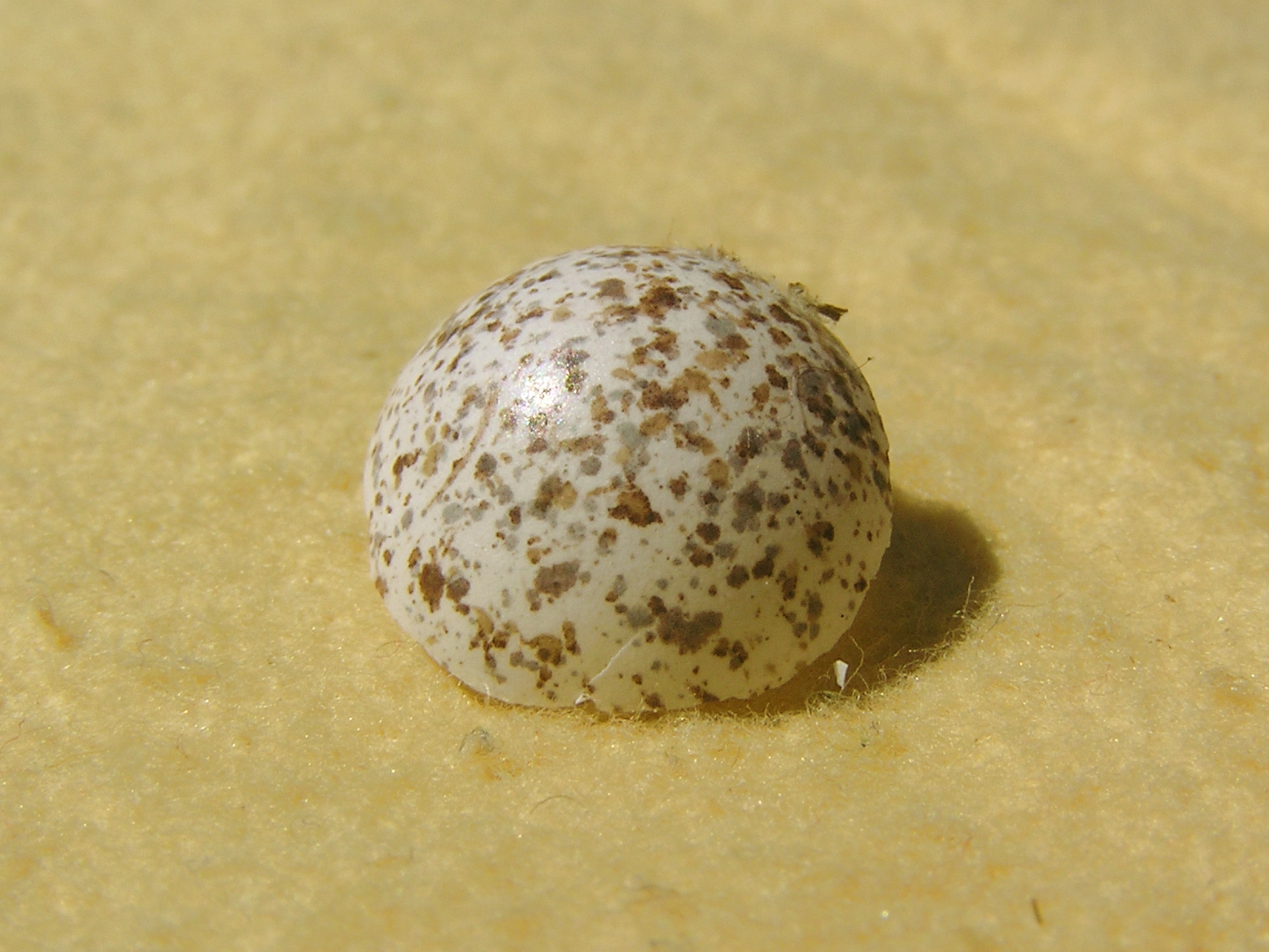